# هوراسيو سانشيز
هوراسيو سانشيز (بالإسبانية: Horacio Sánchez Márquez) (27 مارس 1953 في المكسيك - ) هو لاعب كرة قدم مكسيكي في مركز حراسة المرمى، شارك في الألعاب الأولمبية الصيفية 1972. ولعب مع كلوب ليون.

## وصلات خارجية
- هوراسيو سانشيز على موقع قاعدة بيانات كرة القدم.إي يو (الإنجليزية)
- هوراسيو سانشيز على موقع اللجنة الأولمبية الدولية (الإنجليزية)
- هوراسيو سانشيز على موقع أوليمبيديا (الإنجليزية)